# Station Scheeßel
Station Scheeßel (Bahnhof Scheeßel) is een spoorwegstation in de Duitse plaats Scheeßel, in de deelstaat Nedersaksen. Het station ligt aan de spoorlijn Wanne-Eickel - Hamburg. 

## Het stationsgebouw
Het stationsgebouw werd in de jaren 1873-1874 door de Köln-Mindener Eisenbahn-Gesellschaft gebouwd naar een ontwerp van Adolf Funk. Het diende oorspronkelijk als loket, wachtruimte en postkantoor. Tevens deed het dienst als woning voor de stationschef. Vandaag de dag heeft het station een monumentale status en is het een goed voorbeeld van de architectuur van Noord-Duitse provinciale stations uit de tweede helft van de 19e eeuw. 

### Architectonische betekenis
Al in 1851 was door Adolf Funk en Ludwig Debo in de Allgemeinen Bauzeitung een hoog aangeschreven artikel voor de bouw van stationsgebouwen gepubliceerd. De gebouwen dienden enerzijds economisch en doelmatig, anderzijds ook esthetisch aansprekend zijn. De in het artikel opgesomde eisen voor het ontwerp en de bouwmaterialen zijn 22 jaar later volledig toegepast op het stationsgebouw van Scheeßel.
Het Scheeßeler stationsgebouw werd naar ontwerp van de architect Adolf Funk gebouwd. Hij behoorde in zijn tijd tot de toonaangevende stationsarchitecten en was een van de oprichters van het Eisenbahnbaus im Königreich Hannover. Naast vele stationsgebouwen in Noord-Duitsland plande hij ook de bouw van gestichten in Göttingen en Osnabrück evenals de verloskundige hogescholen in Hannover en Hildesheim.

### Omschrijving van het stationsgebouw
Het 23 meter lange, 10 meter brede en 10 meter hoge gebouw heeft drie verdiepingen en heeft onder het volledige gebouw een gewelfde kelder. Aan het gebouw sluit een één etage hoge, 40 meter lange goederenloods aan. Het dag is met een hellingspercentage van ongeveer 20% relatief vlak. 
Het gebouw rust op een fundament van zorgvuldig uitgehouwen zandstenen blokken. De gevel bestaat uit gladde drukbakstenen en heeft een bruinrode kleur. Het gebouw heeft weinig versieringen. Rond de balken van de eerste etage zijn afgewerkt met friezen. De dakbedekking bestond oorspronkelijk uit leisteen, die in de jaren 50  door asbestvezelcementpanelen is vervangen. De 50 ramen van het gebouw hebben groene kozijnen.
De kamers op de begaande grond waren zo ingericht, dat reizigers altijd in de hal terechtkwamen om daar een kaartje te kopen en bagage af te geven. Naast de hal was de wachtkamer voor de 1e en 2e klasse en een wachtkamer voor de 3e en 4e klasse. Tussen de kamers was een keuken, die deuren naar beide wachtkamers had. Vanaf de wachtkamers waren er deuren direct naar de perrons. In het westelijke deel van het gebouw was een postkamer ingericht. De toiletten voor de reizigers bevonden zich in aparte gebouwen ten westen van het stationsgebouw. Op de eerste etage woonde de stationschef, op de zolder was ingericht als opslagruimte.

### Gebruiksgeschiedenis van het stationsgebouw
Het stationsgebouw werd tot 2002 in delen door de Deutsche Bahn gebruikt. Hoewel het gebouw bijna 130 jaar werd gebruikt door de spoorwegen, is het aan de buitenzijde weinig veranderd. De meeste verbouwingen vonden aan de binnenzijde van het gebouw plaats.
Om de gestegen reizigersaantallen te kunnen opvangen, werden in 1911 beide wachtkamers vergroot en de goederenloods 30 meter verlengd. In 1936 volgde de bouw van een stationsrestauratie in de wachtkamers.
Van 1987 tot 2002 diende het stationsgebouw als asielzoekerscentrum. Vanaf de jaren 60 trok de Deutsche Bundesbahn zich steeds meer terug als gebruiker van het gebouw. De stationsrestauratie werd begin van de jaren 80 gesloten en grote delen van het gebouw kwamen leeg te staan. Dit bood de gemeente Scheeßel de mogelijkheid, om in de lege ruimtes  asielzoekers onder te brengen. Op sommige momenten woonden op de drie etages ongeveer 30 personen. In de loop van de tijd moest de politie en de brandweer vaak uitrukken voor incidenten in het gebouw. Met de aanscherping van de asielwetgeving, daalde het aantal bewoners in het pand vanaf de jaren 90. Na een brand op de zolder in het 2002 werd het gebouw ontruimd.
In de jaren 2002-2003 plande de gemeente Scheeßel een parkeerplaats op de locatie van het stationsgebouw, waardoor dit gesloopt zou moeten worden. Deze plannen waren niet meer mogelijk toen het gebouw een monumentale status kreeg, zodat een private investeerder het gebouw kocht en restaureerde. Het stationsgebouw werd na een omvangrijke restauratie als kantoren- en evenementenlocatie gebruikt, ook zijn meerdere ruimtes verhuurd aan de voedselbank van Scheeßel.

## Indeling
Het spoor ligt in een noordoost-zuidwestelijke richting, met aan de noordwestkant het stationsgebouw. Het station telt drie perronsporen aan twee perrons. Eén perron ligt bij het stationsgebouw en is via de straat te bereiken. Het eilandperron is te bereiken via een tunnel aan de zuidzijde en een lange hellingbaan. Aan beide zijde van het spoor liggen parkeerterreinen, waarvan dat aan de westzijde het grootste is. Tevens staat hier ook een aantal fietsenstallingen.

## Treinverbindingen
De volgende treinserie doet station Scheeßel aan:
| Serie | Treinsoort              | Route | Bijzonderheden |
| ----- | ----------------------- | --- | -------------- |
| RB 41 | Regionalbahn (metronom) | Hamburg Hbf – Hamburg-Harburg – Buchholz (Nordheide) – Tostedt – Scheeßel – Rotenburg (Wümme) – Bremen Hbf |                |